# Droga wojewódzka 928
Die Droga wojewódzka 928 (DW928) ist eine 15 Kilometer lange Droga wojewódzka (Woiwodschaftsstraße) in der Woiwodschaft Schlesien in Polen. Die Strecke in den Powiaten Mikołowski und Pzczyński verbindet zwei Landesstraßen.
Die DW928 zweigt in der Kreisstadt Mikołów (deutsch Nikolai) von der Landesstraße DK44 ab und verläuft in annähernd südlicher Richtung. Südlich des Dorfs Kobiór (Kobier) mündet sie in die Landesstraße DK1 ein.

## Streckenverlauf
Woiwodschaft Schlesien, Powiat Mikołowski
-  Mikołów (DK44)
-  Wyry
-  Tychy–Orzesze Jaśkowice
-  Gostyń
-  Brücke über die Gostynia

Woiwodschaft Schlesien, Powiat Pszczyński
-  Bahnstrecke Katowice–Bohumín
-  Kobiór
-  Kobiór (DK1)